# Špičák (Česká Lípa)

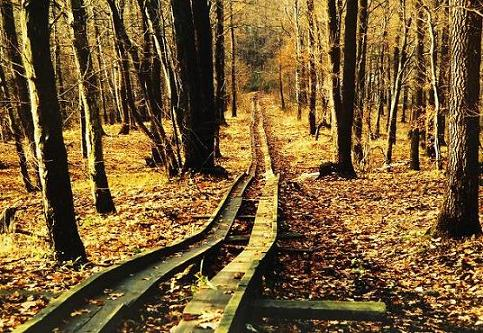
Szczytowa część Špičaka – torowisko kolei linowo-terenowej

Špičák (459 m n.p.m.) – szczyt Ralskej pahorkatiny, około 2,5 km na północ od Czeskiej Lipy.

## Turystyka
Na górze, w drugiej połowie XIX w., wybudowano skromną neogotycką wieżę widokową. Miejsce wybrano wyjątkowo malownicze – szczyt jest bowiem typowym dla Gór Łużyckich osamotnionym wulkanicznym stożkiem, o stromych zboczach. Widok z wieży zapewniał dawniej wspaniały widok na Czeską Lipę i duży fragment Gór Łużyckich w okolicy. Z biegiem lat szczyt zarósł jednak drzewami, które przewyższyły wieżę widokową, czyniąc ją bezużyteczną. Wtedy to wieża popadła w zapomnienie i ruinę, a sam szczyt stał się mniej popularny wśród turystów. W końcu XX w. wieżę przejęła telewizja i zamontowała na szczycie przekaźnik. Wieża nie jest obecnie dostępna dla osób postronnych.

## Kolej linowo-terenowa
Kolej linowo-terenowa, o unikalnej na skalę europejską, drewnianej nawierzchni służąca do transportu towarów do bezobsługowego przekaźnika telewizyjnego na szczycie Špičaka.
Kolej posiada archaiczną nawierzchnię torową – tor drewniany. W czasach obecnych tego rodzaju nawierzchnia kolejowa jest bardzo rzadko spotykana. Kolej ma około 300 m długości i około 150 m przewyższenia. Służy do transportu elementów, części zamiennych i wyposażenia przekaźnika. Na szczyt góry nie prowadzi bowiem żadna droga kołowa, ani nawet szersza ścieżka. Uniemożliwiało to dostarczanie cięższych przedmiotów z wykorzystaniem transportu samochodowego. Powyższy stan rzeczy zaważył na budowie drewnianego torowiska o rozstawie około 500 mm, łączącego końcówkę drogi u stóp góry z wierzchołkiem. Podstawowymi elementami tej kolei są też (schowane w wieży) wciągarka i wózki. Kolej linowo-terenowa na górze Špičak stanowi prawdopodobnie jedną z ostatnich linii tego typu na świecie. Jeszcze w 2003 była używana, w miarę występujących potrzeb.

## Dojście lub dojazd
Szczyt góry dostępny jest szlakiem niebieskim z Czeskiej Lipy (stacja kolejowa) do wsi Sloup (przystanek autobusowy), w której znajduje się zabytkowy zamek Sloup.  Samochodem – wyjazd z Czeskiej Lipy w kierunku na Nový Bor, a po 2,5 km skręt w prawo nieoznakowaną drogą.